# Paseo del Malecón (Múrcia)
El Paseo del Malecón és una construcció situada a la ciutat de Múrcia, a Espanya. A l'origen servia per contenir les avingudes del Segura. Va ser construït al segle xv, i a causa de la seva deterioració per pluges, vents i trànsit de cavalleries, va ser remodelat per Francisco de Luján i Arce el 1736.

## Estat actual

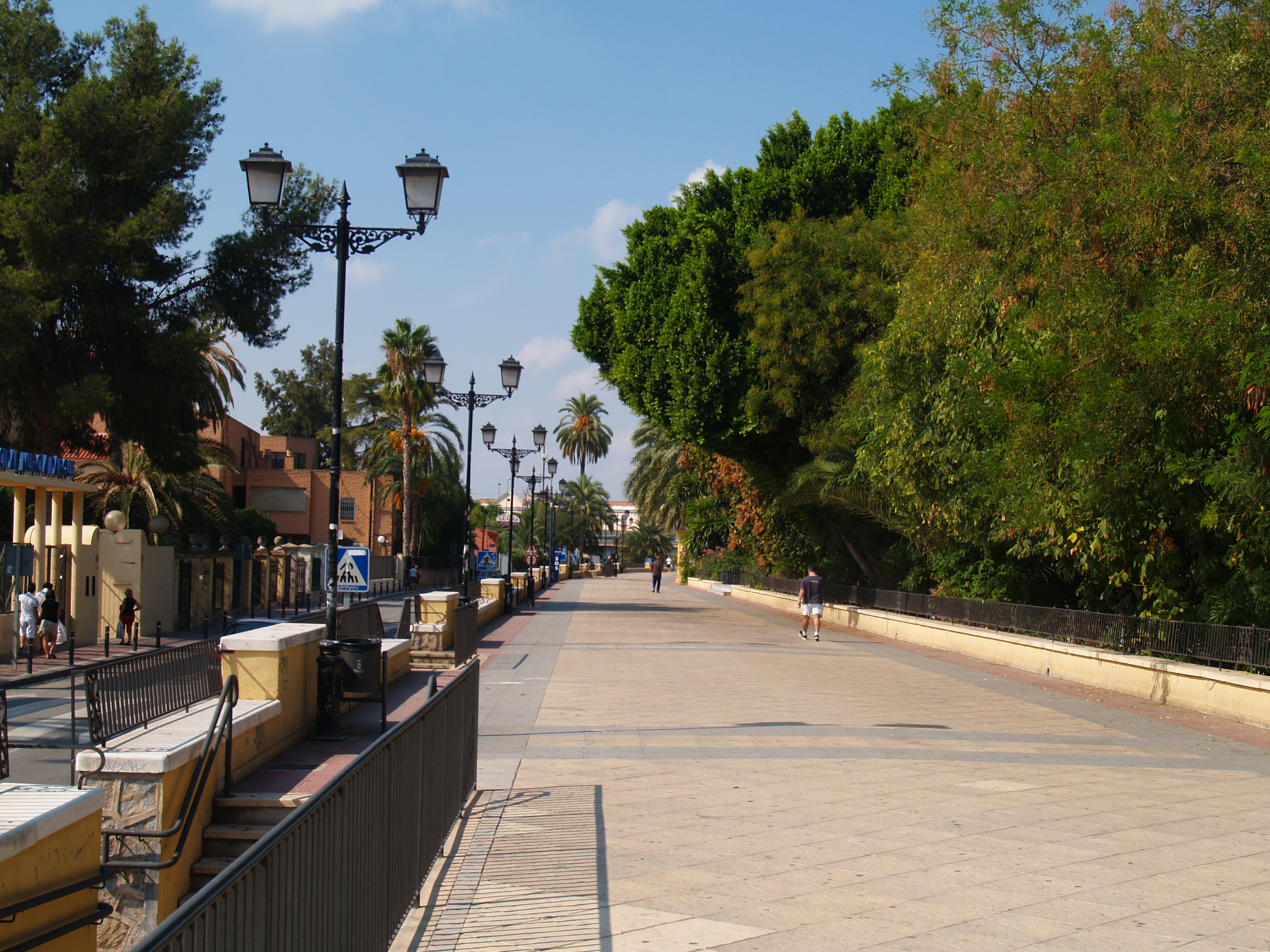
El Paseo del Malecón el setembre de 2011

Se situa a tres metres sobre el nivell del sòl, i envolta la ciutat pel seu costat oest sobre més d'1,5 km. N'és un dels llocs més emblemàtics que s'utilitza com a lloc d'oci, de passeig i de descans. A més, tant durant les Festes de Primavera com la Fira de Múrcia, principals períodes festius de la ciutat, El Malecón acull recintes festers de casetes gastronòmiques, –barraques a les Festes de Primavera i Los Huertos, en la Fira de Setembre– mercats ambulants i casetes d'artesania.
A causa del deteriorament del passeig i el seu entorn han sorgit associacions com Malecón Murcia amb la intenció de reivindicar-lo, valorar-lo i conservar-lo, així com recollir la memòria col·lectiva dels ciutadans sobre aquest emblemàtic lloc, a través de diferents aportacions, ja sigui amb imatges, narracions, poemes, premsa, fets històrics, o qualsevol altre tipus d'informació que posi en valor aquest singular espai.